# Mourmelon-le-Grand
Mourmelon-le-Grand là một xã thuộc tỉnh Marne trong vùng Grand Est đông nam nước Pháp. Xã này nằm ở khu vực có độ cao trung bình 112 mét trên mực nước biển.